# Жан Пол
Жан Пол, или правим именом Јохан Паул Фридрих Рихтер (1763—1825) био је немачки романтичарски књижевник. Познат је по својим духовитим хумористичким романима и приповеткама.

## Биографија
Од 1793. користио је књижевни псеудоним Жан Пол. Сви његови романи настали од тада наишли су на повољан одзив публике и критике.
Свој најамбициознији роман „Титан“ објавио је 1801—02. За дела Жан Пола карактеристична је неправилна стуктура, маштовитост, љубав према природи, религиозност и спонтана, готово лирска, емотивност.
Рихтер је у Вајмару постао близак пријатељ Хердера и миљеник јавности, али није могао да се приближи кругу Гетеа и Шилера који су презирали његов приступ књижевности. Од 1804. је са супругом живео срећан и повучен живот у Бајројту, заокупљен сталним књижевним радом. У овом периоду помагао је младом писцу Ернсту Хофману.

## Дела
- Abelard und Heloise 1781
- Grönländische Prozesse 1783–1784
- Auswahl aus des Teufels Papieren 1789
- Leben des vergnügten Schulmeisterlein Maria Wutz in Auenthal. Eine Art Idylle 1790
- Die unsichtbare Loge 1793
- Hesperus 1795
- Biographische Belustigungen 1796
- Leben des Quintus Fixlein 1796
- Siebenkäs 1796
- Der Jubelsenior 1797
- Das Kampaner Tal 1797
- Konjekturalbiographie 1798
- Des Luftschiffers Giannozzo Seebuch 1801
- Titan 1800–03
- Vorschule der Aesthetik 1804
- Flegeljahre (unfinished) 1804–05
- Freiheitsbüchlein'' 1805
- Levana oder Erziehlehre 1807
- Dr. Katzenbergers Badereise 1809
- Des Feldpredigers Schmelzle Reise nach Flätz 1809
- Leben Fibels 1812
- Bemerkungen über uns närrische Menschen
- Clavis Fichtiana (see also Johann Gottlieb Fichte)
- Das heimliche Klaglied der jetzigen Männer
- Der Komet 1820–1822
- Der Maschinenmann
- Die wunderbare Gesellschaft in der Neujahrsnacht
- Freiheits-Büchlein
- Selberlebenbeschreibung, постхумно, 1826
- Selina, постхумно, 1827